# Боб Вілсон (футболіст, 1941)
Боб Вілсон (англ. Bob Wilson, нар. 30 жовтня 1941, Честерфілд) — шотландський футболіст, що грав на позиції воротаря.
Виступав, зокрема, за клуб «Арсенал», а також національну збірну Шотландії.
Чемпіон Англії. Володар Кубка Англії. Володар Кубка ярмарків.

## Клубна кар'єра
У дорослому футболі дебютував 1961 року виступами за команду «Вулвергемптон», у якій провів два сезони. 
У 1963 році перейшов до клубу «Арсенал», за який відіграв 11 сезонів. Більшість часу, проведеного у складі лондонського «Арсенала», був основним голкіпером команди. За цей час виборов титул чемпіона Англії, ставав володарем Кубка Англії, володарем Кубка ярмарків. Завершив професійну кар'єру футболіста виступами за команду «Арсенал» Лондон у 1974 році.

## Виступи за збірну
У 1971 році дебютував в офіційних матчах у складі національної збірної Шотландії.
Загалом протягом кар'єри в національній команді, яка тривала 1 рік, провів у її формі 2 матчі.

## Титули і досягнення
- Чемпіон Англії (1):

«Арсенал»: 1970-1971
- Володар Кубка Англії (1):

«Арсенал»: 1970-1971
- Володар Кубка ярмарків (1):

«Арсенал»: 1969-1970